# Joseph Félix Lazowski
Pour les articles homonymes, voir Lazowski.
Joseph Lazowski (en polonais : Józef Feliks Łazowski), né le 20 novembre 1759 à Lunéville dans le duché de Lorraine et mort le 8 octobre 1812 à Paris, est un général français de la Révolution et de l’Empire, issu d'une famille d'origine polonaise.

## Biographie

### Origines familiales
Les Lazowski sont une famille polonaise de petite noblesse rurale.
Le grand-père de Joseph Félix a suivi Stanislas Leszczynski, roi de Pologne en exil devenu duc de Lorraine en 1737 ; il est cuisinier à la cour de Lunéville, avec le titre d'« officier de la bouche du roi » (Stanislas, qui est le beau-père de Louis XV, conserve le titre de « roi de Pologne »). 
Ce petit office passe en 1748 à son fils, Jean-Baptiste Lazowski (Ciechanowicz, 1714-1804), qui devient ensuite chef de l'office du Roi (1751) puis contrôleur des offices de Sa Majesté polonaise (1768). Jean-Baptiste épouse en 1746 une Lorraine, Catherine Grandidier, dite Le Brun, avec laquelle il aura seize enfants (dix fils et six filles, entre 1748 et 1768). 
Né sujet du duc de Lorraine, Joseph Félix devient français à la mort de Stanislas Leszczynski, en 1766, lorsque le duché est intégré au royaume de France.

### Carrière militaire sous la Révolution
Entré à l'École nationale des ponts et chaussées le 1er mars 1779, il en sortit le 1er avril 1784 comme ingénieur, et fut employé en cette qualité aux travaux de la rade et du port de Cherbourg. Admis dans l'arme du génie, le 22 frimaire an III, avec le grade de capitaine de première classe, le Comité de salut public l'envoya à Constantinople pour y exécuter des travaux de reconnaissance générale sur l'extrême frontière de la Turquie d'Europe et des côtes Ouest de la mer Noire. Le Divan l'ayant chargé de la rédaction de Mémoires et de projets relatifs à la défense des places de Choezim, de Bender, de Palouka et d'Akerman, sur le Niester, de Kilhia, d'Ismaïl et de Tulchr, sur le Danube, il s'acquitta de ces différentes missions avec intelligence. Un double de chacun de ces projets existe encore au Comité des fortifications et au ministère des affaires étrangères. Le Reis-Effendi écrivit à ce sujet à Talleyrand, alors ministre des Relations extérieures, pour lui exprimer la reconnaissance du sultan et des remerciements particuliers pour les services importants que Lazowski venait de rendre au gouvernement ottoman.
Rentré en France le 4 vendémiaire an VI, le Directoire lui adressa, le 23 ventôse même année, le brevet de chef de bataillon, comme un témoignage de satisfaction. Désigné pour faire partie de l'expédition d'Égypte, il se distingua à l'attaque et à la prise d'Alexandrie, à la bataille de Chebreiss, et dans toutes les affaires partielles qui eurent lieu dans le Delta du Nil. Il assista en l'an VII aux sièges d'El-Arich, de Jaffa, où il reçut un coup de feu à l'épaule, et à celui de Saint-Jean-d'Acre, où il fut grièvement blessé à la tête. Chef de brigade le 26 floréal an VII (15 mai 1799), il fit la campagne de l'an VIII avec la même bravoure ; se trouva aux batailles d'Héliopolis et de Damiette, et dirigea les sièges de Bilbéis et du Caire.

### La période napoléonienne
De retour en France, un arrêté des consuls du 7 germinal an VIII, lui confia une sous-direction des fortifications ; un second arrêté du 19 prairial an IX, le confirma dans le grade de chef de brigade. Nommé directeur, le 3 frimaire an X, il fut employé en cette qualité d'abord au comité de son arme, ensuite à la résidence de La Rochelle. Le colonel Lazowski reçut, le 19 frimaire an XII, la décoration de membre de la Légion d'honneur, et le 25 prairial, même année, celle d'officier. Nommé général de brigade par décret impérial du 15 août 1806, il fut envoyé l'année suivante, à la Grande Armée, et y reçut, le 11 juillet 1807, le cordon de commandeur de la Légion d'honneur. 
Il prit le 2 mars 1808 le commandement du génie du corps du prince de Ponte-Corvo, et obtint, le 21 juillet 1809, le brevet de général de division. Napoléon Ier lui conféra le 15 août 1809 le titre de baron de l'Empire. Appelé au commandement du génie de l'armée de Portugal le 21 avril 1810, le gouvernement le mit en disponibilité le 20 avril 1811, pour qu'il pût se remettre des fatigues de la guerre. Mais il meurt l'année suivante à 52 ans.

## Hommage et distinctions
- « LASOWSKI » est gravé au côté Sud (21e colonne) de l’arc de triomphe de l’Étoile, à Paris.

## Famille
Cinq des quinze frères et sœurs de Lazowski nous sont connus:
- Maximilien-Catherine, né en 1748, était avocat à la Cour souveraine quand il fut remarqué par le duc de La Rochefoucauld-Liancourt, colonel d'un régiment de cavalerie, en garnison à Nancy, de 1776 à 1779, qui le prit comme précepteur de ses enfants. Intéressé par les problèmes agricoles et les sciences naturelles, Maximilien se lia à Arthur Young et fut nommé membre du comité de l'Administration de l'agriculture, créé en 1785[3],[4].
- Claude François (1752-1793), militant révolutionnaire en 1791-1793
- Françoise, née à Lunéville le 17 août 1756, épouse puis veuve de François de Chuy d'Arminière, officier de cavalerie en retraite, décédée à Lunéville le 30 mars 1848[5].
- Jean-Baptiste-Martin, né à Lunéville le 11 novembre 1758, prieur commendataire de Saint-Morand, près d'Altkirch puis chanoine honoraire de Saint-Dié, décédé à Lunéville le 16 avril 1844[5].
- Nicolas-Fiacre, né à Lunéville le 10 septembre 1763, officier au régiment de Hesse-Darmstadt[6],[7].